# 천음속

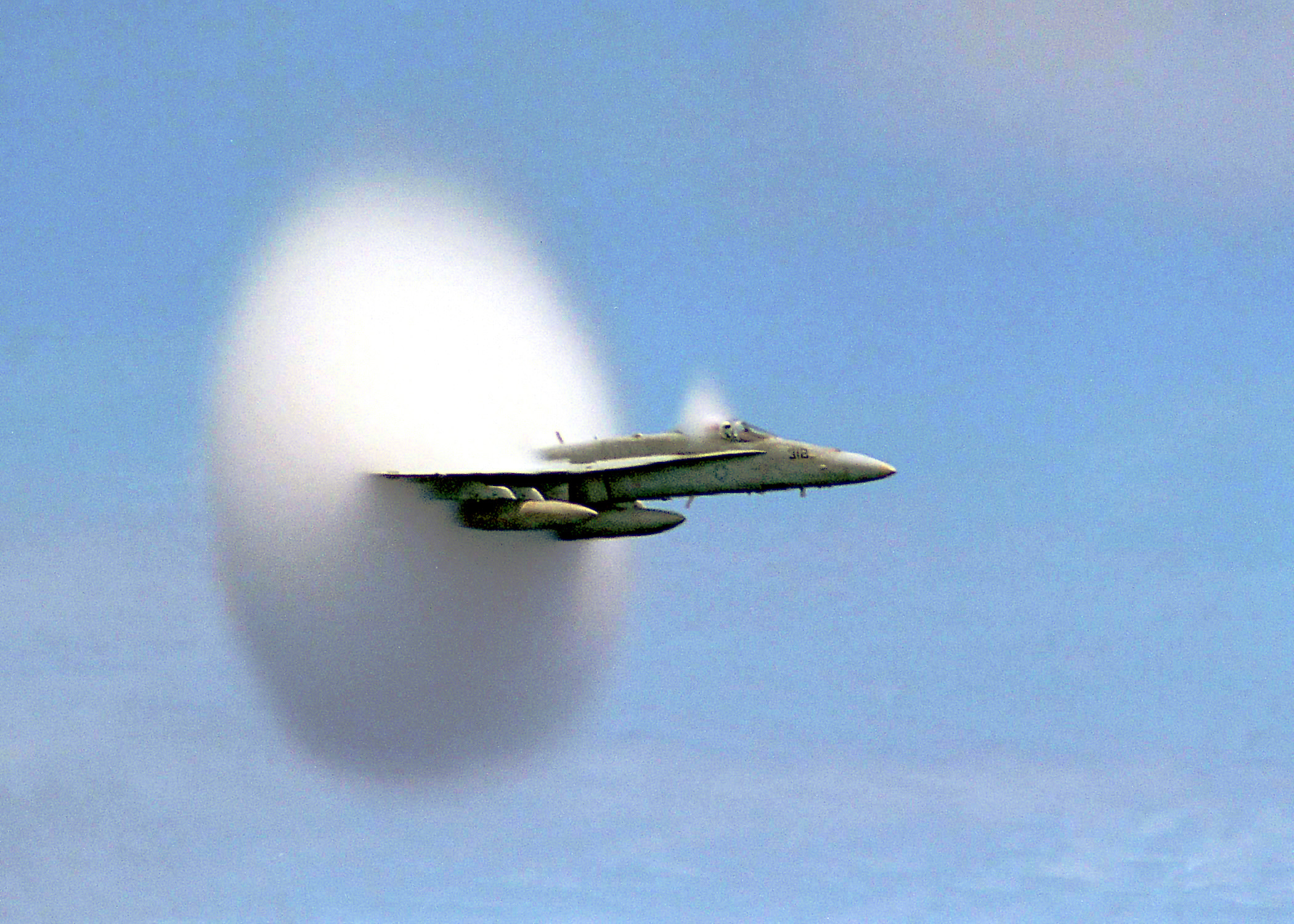
천음속 F/A-18 주변의 초음속 팽창 팬(fan)의 공기역학적 응축 증거

천음속(遷音速, transonic)은 물체가 음속에 가까운 속도로 움직이면서 주변 흐름에 아음속 흐름과 초음속 흐름이 공존하는 상태이다. 충격파가 일부에만 발생한다. 물체 주위에 아음속 및 초음속 공기 흐름 영역을 생성하는 속도로 물체 주위를 흐르는 공기이다. 정확한 속도 범위는 물체의 임계 마하 수에 따라 다르지만 천음속 흐름은 음속(해수면에서 343m/s)에 가까운 비행 속도, 일반적으로 마하 0.8에서 1.2 사이에서 나타난다.
천음속 문제는 제2차 세계 대전 중에 처음으로 나타났다. 조종사들은 음속 장벽에 접근했을 때 공기 흐름으로 인해 항공기가 불안정해지는 것을 발견했다. 전문가들은 충격파가 하류에서 대규모 분리를 유발하여 항력을 증가시키고 차량 주변의 흐름에 비대칭성과 불안정성을 더할 수 있음을 발견했다. 반충격체와 초임계 익형을 사용하여 천음속 비행 시 충격파를 약화시키는 연구가 진행되었다.
대부분의 현대식 제트 동력 항공기는 천음속 대기 속도로 작동하도록 설계되었다. 천음속 대기 속도는 약 마하 0.8에서 항력이 급격히 증가하며 일반적으로 대기 속도를 제한하는 것은 항력의 연료 비용이다. 파도 항력을 줄이려는 시도는 모든 고속 항공기에서 볼 수 있다. 가장 주목할만한 것은 휩쓸린 날개를 사용하는 것이지만 또 다른 일반적인 형태는 휘트콤(Whitcomb) 영역 규칙의 부작용으로 말벌 허리 동체이다.
천음속은 헬리콥터와 항공기의 로터 블레이드 끝에서도 발생할 수 있다. 이로 인해 로터 블레이드에 심각하고 불균등한 응력이 가해지며, 발생할 경우 사고로 이어질 수 있다. 이는 로터의 크기와 헬리콥터의 전진 속도를 제한하는 요소 중 하나이다(이 속도는 로터의 전진[선행] 측에 추가되어 국지적인 천음속을 유발할 수 있음).

## 같이 보기
- 공기역학
- 초음속
- 극초음속